# Kappa Aurigae
Kappa Aurigae (κ Aurigae, förkortat Kappa Aur, κ Aur) som är stjärnans Bayerbeteckning, är en ensam stjärna belägen i den sydöstra delen av stjärnbilden Kusken. Den har en skenbar magnitud på 4,33 och är synlig för blotta ögat där ljusföroreningar ej förekommer. Baserat på parallaxmätning inom Hipparcosuppdraget på ca 19,3 mas, beräknas den befinna sig på ett avstånd på ca 169 ljusår (ca 52 parsek) från solen.

## Egenskaper
Kappa Aurigae är en gul till vit jättestjärna av spektralklass G8.5 IIIb och är en röd jättestjärna som genererar energi genom fusion av helium i sin kärna. Den har en radie som är ca 11 gånger större än solens och utsänder från dess fotosfär ca 54 gånger mera energi än solen vid en effektiv temperatur på ca 4 730 K.